# Fubuki (1927)
Pour les articles homonymes, voir Fubuki.

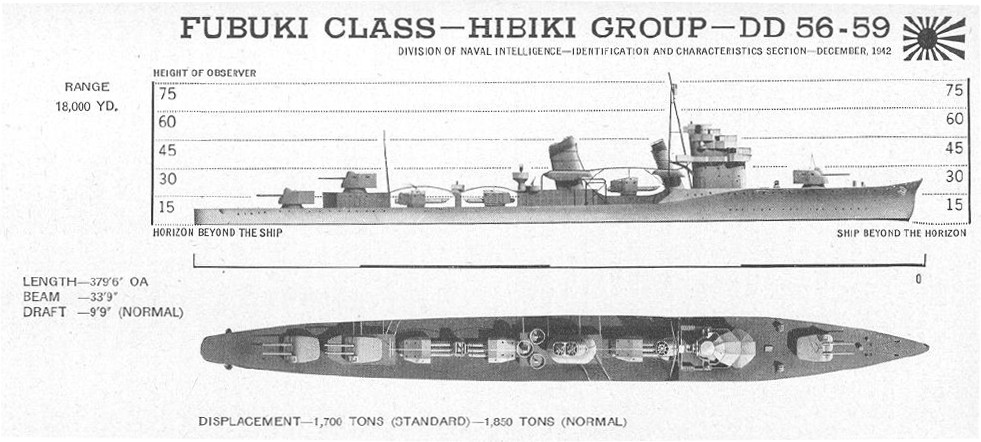
Office of Naval Intelligence: Profil des destroyers de la classe Fubuki

Le Fubuki (吹雪, « Blizzard ») est le premier des 24 destroyers de la classe Fubuki, construit pour la Marine impériale japonaise après la Première Guerre mondiale. Lorsqu'ils ont été introduits dans le service, ces navires étaient les destroyers les plus puissants du monde. Ils ont servi comme destroyers de première ligne tout au long des années 1930, et restaient de redoutables navires lors de la guerre du Pacifique.
Le Fubuki participa à la plupart des grandes batailles des premières années de la guerre. Il fut coulé par un groupe de navires américains au large de Guadalcanal durant la bataille du cap Espérance (11-12 octobre 1942). Il sombra dans Iron bottom Sound. Il y eut 109 survivants.

## Histoire
La construction de la classe avancée de destroyers Fubuki fut autorisée dans le cadre du programme d'expansion de la Marine impériale japonaise pour l'exercice de 1923, destiné à donner au Japon un avantage qualitatif avec des navires les plus modernes du monde. La classe Fubuki avait une performance qui représentait un pas de géant par rapport aux conceptions de destroyers antérieurs, si bien qu'ils ont été désignés comme un type de destroyers spéciaux (特型 Tokugata). Sa grande taille, des moteurs puissants, sa grande vitesse, son grand rayon d'action et un armement sans précédent donnaient à ces destroyers une puissance de feu semblable à de nombreux croiseurs légers dans d'autres marines. Le Fubuki, construit au chantier naval de Maizuru, était prévu pour le 19 juin 1926, lancé le 15 novembre 1927 et opérationnel le 10 août 1928. Sa coque qui reçut initialement la désignation « Destroyer no.35 », fut achevée sous le nom Fubuki.

## Histoire du Fubuki durant la Seconde Guerre mondiale
Au moment de l'attaque de Pearl Harbor, le Fubuki était affecté à la 11e flottille de destroyers, du 3e DesRon de la 1re Flotte de la Marine impériale japonaise, qui avait été déployée du district naval de Kure vers le port de Samah à l'île de Hainan. Du 4 décembre 1941 au 30 janvier 1942, le Fubuki faisait partie de l'escorte pour les croiseurs lourds Suzuya, Kumano, Mogami et le Mikuma partant de Samah et de la baie de Cam Ranh, de l'Indochine française pour appuyer les opérations d'invasion de la Malaisie, de Bornéo et des îles Anambas; le Fubuki a aussi escorté brièvement des convois de troupes durant cette période.
Le 10 janvier, le Fubuki aida les destroyers Asakaze et Hatakaze qui portèrent secours aux survivants du transport Akita Maru qui fut torpillé. Le 27 janvier, le Fubuki et son convoi furent attaqués par le HMS Thanet et le HMAS Vampire à environ 148 km au nord de Singapour lors de la bataille d'Endau, et ses torpilles contribuèrent à couler le Thanet.
Du 13 au 18 février, le Fubuki participa à l'invasion de Bangka-Palembang, et prit part à des attaques contre les navires alliés tentent de fuir Singapour : le Fubuki participa dans le naufrage ou la capture d'au moins sept navires.
Le 27 février, le Fubuki se joignit à la force d'invasion de l'ouest de Java. Le 1er mars, il participa à la bataille du détroit de la Sonde, où il participa à couler le croiseur australien HMAS Perth et le croiseur américain USS Houston. Le Fubuki fut souvent accusé d'avoir lancé en éventail ses torpilles, ce qui occasionna la perte accidentelle de quatre transports japonais et d'un dragueur de mines durant cette bataille. Mais des recherches récentes indiquent que ce serait plus probablement le Mogami qui serait à l'origine de ce tir ami.
Le 12 mars, le Fubuki escortait la force de couverture de l'amiral Jisaburō Ozawa pour l'invasion du nord de Sumatra. Le 23 mars, il escortait la force de couverture de l'amiral Ozawa pour l'invasion des îles Andaman; puis il servit de patrouille et d'escorte au départ de Port Blair au cours des raids japonais dans l'océan Indien. Du 13 au 22 avril, il navigua de Singapour via la baie de Cam Ranh à la base navale de Kure, pour être mis en cale sèche pour sa maintenance.
Du 4 au 5 juin, le Fubuki participa à la bataille de Midway comme escorte personnelle de l'amiral Isoroku Yamamoto. Le Fubuki fournit une protection anti-aérienne durant les attaques aériennes américaines qui coulèrent le Mikuma et endommagèrent lourdement le Mogami.
Du 30 juin au 2 juillet, le Fubuki escorta un convoi de troupes de Kure à Amami-Ōshima, puis il effectua des patrouilles anti-sous-marines. Du 17 au 31 juillet, le Fubuki appareilla de Amami-Oshima via Mako, Singapour et Sabang pour Mergui en Birmanie pour des opérations de raids dans l'océan Indien, qui avortèrent en raison du débarquement américain à Guadalcanal. Du 8 au 17 août, le Fubuki passa de Mergui via Macassar à Davao.
Du 19 au 23 août, le Fubuki escorta un convoi de transport de troupes de Davao à Truk, et fut envoyé par la suite dans le théâtre d'opération des îles Salomon. Du 27 au 31 août, le Fubuki escorta le transport Sado Maru de Rabaul aux îles Shortland, suivie par une paire de transports de troupes faisant partie du "Tokyo Express" vers Guadalcanal.
Le 2 septembre, le Fubuki faisait partie de la force qui bombarda l'aérodrome d'Henderson Field à Guadalcanal, à titre de couverture pour le transport de troupes de Tsugaru. Il participa aussi à une autre course de transport de troupes le 5 septembre et une autre mission d'attaque le 8 septembre. Dans la nuit 12 au 13 septembre, le Fubuki fournit un appui feu contre les positions de l'US Marines à Guadalcanal en appuyant l'offensive de Kawaguchi. Cela a été suivi par cinq autres courses de transport de troupes vers Guadalcanal, soit le 13 septembre, le 16 septembre, le 1er octobre, le 4 octobre et le 7 octobre 1942.
Le 11 octobre, lors de la bataille du cap Espérance, la chance du Fubuki tourna finalement. Il fut coulé au tir aux canons par un groupe composé d'un croiseur et d'un destroyer américain, au large de cap Espérance, à la position 9° 06′ S, 159° 38′ E. Il y eut 109 survivants qui ont été secourus par la suite par le destroyer américain USS McCalla et les destroyers dragueurs de mines USS Hovey et USS Trever. Cependant, le capitaine du Fubuki, le lieutenant-commandant Shizuo Yamashita fut tué lors du combat.
Le Fubuki fut rayé de la liste de la Marine impériale japonaise le 15 novembre 1942.

## Officiers commandant
- Officier en chef de l'équipement Comdr. Tokujiro Yokoyama - du 1er février 1928 au 10 juillet 1928
- Cmdr. Tokujiro Yokoyama - du 10 juillet 1928 au 10 décembre 1928
- Cmdr. Yuzo Ishido - du 10 décembre 1928 au 30 novembre 1929
- Lt.-Cmdr. Tsutatsu Higuchi - du 30 novembre 1929 au 31 octobre 1931
- Cmdr. Keizo Sato - du 31 octobre 1931 au 1er juillet 1932
- Cmdr. Hachiro Naotsuka - du 1er juillet 1932 au 15 novembre 1933
- Lt.-Cmdr. / Cmdr. Yasuji Hirai - du 15 novembre 1933 au 15 octobre 1935 (Commandant depuis le 15 novembre 1934)
- Cmdr. Torajiro Sato - du 15 octobre 1935 au 9 novembre 1935
- Cmdr. Hironosuke Ueda - du 9 novembre 1935 au 15 novembre 1936
- Lt.-Cmdr. / Cmdr. Kiyoto Kagawa - du 15 novembre 1936 au 15 novembre 1937 (Commandant depuis le 1er décembre 1936)
- Lt.-Cmdr. Tomozo Fujita - du 15 novembre 1937 au 4 février 1938
- Lt.-Cmdr. Tatsutaro Yamada - du 4 février 1938 au 15 novembre 1938
- Lt.-Cmdr. Tsuneo Orita - du 15 novembre 1938 au 15 décembre 1938
- Cmdr. Kiichiro Wakida - du 15 décembre 1938 au 10 octobre 1939
- Lt.-Cmdr. Shizuo Okayama - du 10 octobre 1939 au 15 octobre 1940
- Lt.-Cmdr. Shizuo Yamashita - du 15 octobre 1940 au 11 octobre 1942 (Mort au combat)

## Sources
- (en) Cet article est partiellement ou en totalité issu de l’article de Wikipédia en anglais intitulé « Japanese destroyer Fubuki (1927) » (voir la liste des auteurs).